# Bairon-et-ses-Environs
Bairon-et-ses-Environs je francouzská obec v departementu Ardensko v regionu Grand Est. Vznikla 1. ledna 2016 sloučením obcí Le Chesne, Louvergny a Les Alleux. Žije zde přibližně 1 000 obyvatel.

## Poloha obce
Sousední obce jsou: Belleville-et-Châtillon-sur-Bar, Chagny, Lametz, Marquigny, Montgon, Omont, Quatre-Champs, Sauville, Tannay, Vandy, Vendresse, Voncq a Vouziers.